# 戸田山和久
戸田山 和久（とだやま かずひさ、1958年 - ）は、日本の哲学者。専門は科学哲学。名古屋大学大学院情報学研究科教授、日本科学哲学会第14期ならびに第15期会長を歴任。2023年4月より、独立行政法人大学改革支援・学位授与機構教授兼研究開発部部長。東京都出身。妻は児童文学者の戸田山みどり。

## 経歴
1958年、東京都生まれ。千代田区立麹町小学校、東京教育大学附属駒場中学校・高等学校、東京大学理科二類を経て、1982年、東京大学文学部哲学科卒業。1989年、東京大学大学院人文科学研究科博士課程単位取得満期退学。
1989年7月、名古屋大学教養部講師に就任。同大情報文化学部助教授、名古屋大学大学院情報科学研究科教授を経て、2017年より名古屋大学大学院情報学研究科教授、ならびに名古屋大学教養教育院院長。2023年3月退職。2023年4月より、独立行政法人大学改革支援・学位授与機構教授兼研究開発部長。

## 人物
- 趣味はホラー鑑賞[7]。

## TV出演
- 100分de名著（NHK Eテレ） - 2021年6月『華氏451度』[8]

## 著作

### 単著
- 『論理学をつくる』名古屋大学出版会、2000年10月10日。ISBN 978-4-8158-0390-2。
- 『知識の哲学』産業図書〈哲学教科書シリーズ〉、2002年6月。ISBN 4-7828-0208-0。
- 『論文の教室 : レポートから卒論まで』日本放送出版協会〈NHKブックス〉、2002年11月。ISBN 978-4-14-001954-2。
  - 『〔新版〕論文の教室 : レポートから卒論まで』（新版）〈NHKブックス〉、2012年8月。ISBN 978-4-14-091194-5。
  - 『〔最新版〕論文の教室 : レポートから卒論まで』（最新版）〈NHKブックス〉、2022年1月。ISBN 978-4-14-091272-0。
- 『科学哲学の冒険 : サイエンスの目的と方法をさぐる』NHK出版〈NHKブックス〉、2005年1月。ISBN 978-4-14-091022-1。
- 『「科学的思考」のレッスン : 学校で教えてくれないサイエンス』NHK出版〈NHK出版新書〉、2011年11月。ISBN 978-4-14-088365-5。
- 『哲学入門』筑摩書房〈ちくま新書〉、2014年3月5日。ISBN 978-4-480-06768-5。
- 『科学的実在論を擁護する』名古屋大学出版会、2015年1月1日。ISBN 978-4-8158-0801-3。
- 『恐怖の哲学 : ホラーで人間を読む』NHK出版〈NHK出版新書〉、2016年1月10日。ISBN 978-4-14-088478-2。
- 『教養の書』筑摩書房、2020年2月27日。ISBN 978-4-480-84320-3。
- 『思考の教室 : じょうずに考えるレッスン』NHK出版、2020年10月28日。ISBN 978-4-14-081833-6。
- 『レイ・ブラッドベリ『華氏451度』　2021年6月 : 本が燃やされる社会』NHK出版〈NHKテキスト: 100分de名著〉、2021年5月25日。ISBN 978-4-14-223126-3。

### 共編著
- 岡田猛、田村均、戸田山和久、三輪和久『科学を考える : 人工知能からカルチュラル・スタディーズまで14のアプローチ』北大路書房、1999年2月。ISBN 978-4-7628-2129-5。OCLC 675709669。
- 池田輝政、戸田山和久、近田政博、中井俊樹『成長するティップス先生 : 授業デザインのための秘訣集』玉川大学出版部〈高等教育シリーズ104〉、2001年4月1日。ISBN 978-4-472-30257-2。OCLC 676254001。
- 『心の科学と哲学 : コネクショニズムの可能性』昭和堂、2003年7月。ISBN 978-4-8122-0315-6。OCLC 676316707。
- 黒田光太郎、戸田山和久、伊勢田哲治『誇り高い技術者になろう : 工学倫理ノススメ』名古屋大学出版会、2004年4月1日。ISBN 978-4-8158-0485-5。OCLC 673979628。
  - 黒田光太郎、戸田山和久、伊勢田哲治『誇り高い技術者になろう ［第2版］ : 工学倫理ノススメ』（2版）名古屋大学出版会、2012年7月1日。ISBN 978-4-8158-0706-1。
- 戸田山和久、出口康夫『応用哲学を学ぶ人のために』世界思想社、2011年5月。ISBN 978-4-7907-1527-6。
- 戸田山和久、出口康夫、美濃正『これが応用哲学だ！』大隅書店、2012年5月。ISBN 978-4-905328-03-2。
- 唐沢かおり、戸田山和久『心と社会を科学する』東京大学出版会、2012年7月1日。ISBN 978-4-13-013306-7。
- 伊勢田哲治、戸田山和久、調麻佐志、村上祐子『科学技術をよく考える : クリティカルシンキング練習帳』名古屋大学出版会、2013年4月1日。ISBN 978-4-8158-0728-3。
- 名古屋大学教育学部附属中学校・高等学校国語科、戸田山和久『はじめよう、ロジカル・ライティング』ひつじ書房、2014年5月。ISBN 978-4-89476-700-3。
- 戸田山和久、唐沢かおり『〈概念工学〉宣言！ : 哲学×心理学による知のエンジニアリング』名古屋大学出版会、2019年3月15日。ISBN 978-4-8158-0941-6。

### 翻訳
- アルフレッド・ノース・ホワイトヘッド、バートランド・ラッセル 著、岡本賢吾、加地大介、戸田山和久 訳『プリンキピア・マテマティカ序論』哲学書房、1988年7月。ISBN 978-4886790231。OCLC 672715833。
- デイヴィド・ブルア 著、戸田山和久 訳『ウィトゲンシュタイン : 知識の社会理論』勁草書房、1988年9月。ISBN 978-4-326-15212-4。OCLC 674232440。
- Jeffrey, Richard C. 著、戸田山和久 訳『記号論理学 : その展望と限界をさぐる』マグロウヒル出版、1992年12月。ISBN 978-4-89501-437-3。
- Jeffrey, Richard C. 著、戸田山和久 訳『形式論理学 : その展望と限界』産業図書、1995年3月。ISBN 978-4-7828-0092-8。
- ハオ・ワン 著、土屋俊、戸田山和久 訳『ゲーデル再考 : 人と哲学』産業図書、1995年9月。ISBN 978-4-7828-0096-6。
- ロバート・ノージック 著、坂本百大（監訳）、西脇与作、戸田山和久、横山輝雄、柴田正良、森村進、永井均、若松良樹、高橋文彦、荻野弘之 訳『考えることを考える』青土社、1997年。
- ラリー・ラウダン 著、小草泰、戸田山和久 訳『科学と価値 : 相対主義と実在論を論駁する』勁草書房、2009年12月19日。ISBN 978-4326199549。
- スティーヴン・トゥールミン 著、戸田山和久、福澤一吉 訳『議論の技法 : トゥールミンモデルの原点』東京図書、2011年5月。ISBN 978-4-489-02094-0。OCLC 752051496。
- スコット・O・リリエンフェルド、スティーヴン・ジェイ・リン、ジョン・ラッシオ、バリー・L・バイアースタイン 著、八田武志、戸田山和久、唐沢穣 訳『本当は間違っている心理学の話 : 50の俗説の正体を暴く』化学同人、2014年3月19日。ISBN 978-4-7598-1499-6。OCLC 880239840。
- Dennett, D. C. 著、戸田山和久 訳『自由の余地』名古屋大学出版会、2020年8月20日。ISBN 978-4-8158-0996-6。OCLC 1198014095。